# Xeraco
Xeraco, en valencien et officiellement, (Jaraco en castillan), est une commune d'Espagne de la province de Valence dans la Communauté valencienne. Elle est située dans la comarque de la Safor et dans la zone à prédominance linguistique valencienne.

## Géographie

Localisation de Xeraco
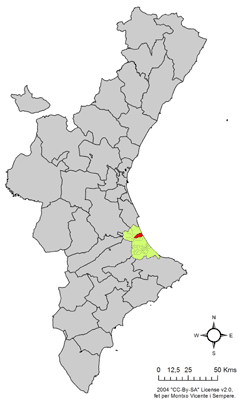
dans la Communauté valencienne.
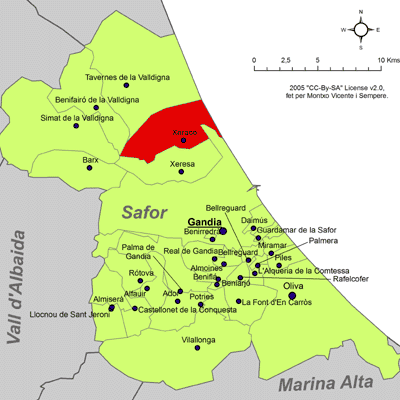
dans la comarque de la Safor.

### Localités limitrophes
Le territoire municipal de Xeraco est voisin de celui des communes suivantes :
Tavernes de la Valldigna, Benifairó de la Valldigna, Simat de la Valldigna, Xeresa et Gandia, toutes situées dans la province de Valence.

## Démographie
| Población | 742 | 1.253 | 1.481 | 1.881 | 2.117 | 2.272 | 2623 | 3.126 | 3.282 | 3.631 | 4.271 | 4.567 | 4.982 | 5.671 |

## Administration
Liste des maires, depuis les premières élections démocratiques.
| Législature | Nom du Maire             | Parti politique |
| ----------- | ------------------------ | --------------- |
| 1979-1983   | Batiste Sanchis Coscollà | PSPV-PSOE       |
| 1983-1987   | Batiste Sanchis Coscollà | PSPV-PSOE       |
| 1987-1991   | Juan Bautista Todolí     | CDS             |
| 1991-1995   | Juan Bautista Todolí     | CDS             |
| 1995-1999   | Batiste Sanchis Coscollà | PSPV-PSOE       |
| 1999-2003   | Ferran Bofí Pardo        | PSPV-PSOE       |
| 2003-2007   | Ferran Bofí Pardo        | PSPV-PSOE       |
| 2007-2011   | Ferran Bofí Pardo        | PSPV-PSOE       |